# Katedra automatizační techniky a řízení Fakulty strojní Vysoké školy báňské – Technické univerzity Ostrava
Katedra automatizační techniky a řízení je jedním z pracovišť Fakulty strojní Vysoké školy báňské - Technické univerzity Ostrava. Nabízí bakalářské studium, navazující magisterské studium a doktorské studium v oblasti oborů automatizace, aplikované informatiky a mechatroniky.

## Historie
Specializované pracoviště bylo založeno v září 1959, kdy se na tehdejší Katedře energetiky zformovala skupina pracovníků v oddělení automatizace s úkolem připravit výuku předmětů z oblasti základů automatizace a technického měření. U zrodu pozdější první celoškolské katedry automatizace patřili prof. Ing. Jan Šoch, CSc., prof. Ing. Vladimír Strakoš, DrSc., a později Ing. Jan Brudný. V roce 1962 byla ustavena samostatná Katedra základů automatizace pod vedením prof. Ing. Svetozára Kepperta, CSc. Těžiště práce katedry spočívalo v pedagogické oblasti a ve spolupráci s průmyslem a v letech 1964 až 1974 se na ní podílelo ročně asi sedm pedagogů. V dalším období vedli katedru prof. Ing. Jiří Litschmann (1964-1972) a Ing. Jan Brudný (1972-1974). V říjnu 1974 se stal součástí Katedry automatizace rovněž Ústav mechanizace a automatizace hornických výrobních procesů z Hornicko-geologické fakulty (prof. Ing. Vladimír Strakoš, DrSc., prof. Ing. Alois Burý, CSc.) a pracovníci z bývalé katedry automatizace v hutích z Hutnické fakulty (prof. Ing. Longin Tomis, CSc., doc. Ing. Milan Heger, CSc.) a název společné katedry se změnil na Katedru automatizovaných systémů řízení (ASŘ). Tato katedra s celoškolskou působností zajišťovala všechny formy výuky předmětů měřicí, řídicí a výpočetní techniky na všech fakultách Vysoké školy báňské v Ostravě i nově otevřeného pětiletého inženýrského studijního oboru Automatizované systémy řízení.
V roce 1980 se Katedra automatizovaných systémů řízení rozdělila opět na tři samostatná pracoviště na Fakultě strojní a elektrotechnické, Hornicko-geologické fakultě a Hutnické fakultě. Katedra automatizovaných systémů řízení zmodernizovala své laboratoře v souladu s požadavky na zajištění výuky ve čtyřletém studijním oboru automatizované systémy řízení výrobních procesů ve strojírenství a od roku 1986 i v mezioborovém studiu Robototechnologie.
V roce 1991 byl nový inženýrský obor inovován pod názvem Automatizační technika a řízení a katedra byla přejmenována na Katedru automatizační techniky a řízení. Oborové pětileté inženýrské studium zajišťované Katedrou automatizační techniky a řízení úspěšně ukončilo od roku 1979 do roku 2004 celkem 680 absolventů – inženýrů a bakalářů (nově od roce 1996 ročně cca 15 - 20 absolventů - bakalářů).
Katedru automatizovaných systémů řízení nejprve vedl doc. RNDr. Josef Smutka, CSc. (1974-1975) a od roku 1976 do 1986 pak doc. Ing. Vladimír Podhorný. Od roku 1986 do 1996 stál v čele katedry prof. Ing. Antonín Víteček, CSc., Dr.h.c. Po jeho nástupu do funkce děkana (od března 1996 do roku 2002, dále proděkan Fakulty strojní 2002-2005) byl jmenován vedoucím katedry prof. Dr. RNDr. Lubomír Smutný (1996 - 2010), kterého vystřídal prof. Ing. Jiří Tůma, CSc. (2010 - 2013). Od května 2013 vede katedru doc. Ing. Renata Wagnerová, Ph.D.

## Studijní programy

### Bakalářské studijní programy a specializace
- Strojírenství
  - Řízení strojů a procesů

### Navazující magisterské studijní programy a specializace
- Mechatronika
- Řízení strojů a procesů

### Doktorské studijní programy
- Řízení strojů a procesů

## Absolventi
- Dalibor Kačmář - National Technology Officer ve společnosti Microsoft Česká republika
- Tomáš Budník - generální ředitel O2 Czech Republic v letech 2014-2017
- Radim Farana - děkan Fakulty strojní VŠB-TUO v letech 2008 - 2012, prorektor pro vzdělávací činnost Mendelovy univerzity v Brně